# Elvira (gènere)
Elvira és un gènere d'ocells de la família dels troquílids (Trochilidae), actualment no reconegut per totes les autoritats.

## Taxonomia
Segons la Classificació del Congrés Ornitològic Internacional (versió 2.5, 2010) aquest gènere estava format per dues espècies:
- colibrí maragda cuablanc (Elvira chionura).
- colibrí maragda coronat (Elvira cupreiceps).

Tanmateix, en la revisió de la llista mundial d'ocells del COI del 2020 (versió 10.2), aquestes dos espècies foren transferides al gènere Microchera, anteriorment monotípic.